# Carlos Lemos (arquitecto)
Carlos Alberto Cerqueira Lemos (São Paulo, 2 de junio de 1925-6 de agosto de 2025) fue un arquitecto, historiador de la arquitectura, pintor y profesor brasileño.

## Biografía
En 1946, ingresó a la primera promoción de la Facultad de Arquitectura de la Universidad Presbiteriana Mackenzie, recién creada, del curso de ingeniero-arquitecto de la Escola de Engenharia Mackenzie. Se graduó en 1950.
Participó del equipo de desarrollo del proyecto del Parque Ibirapuera y de 1952 a 1957 dirigió la oficina de Oscar Niemeyer en São Paulo. Desde ese cargo fue responsable de la finalización de los edificios Copan y Montreal.
Se convirtió en Profesor Titular del Departamento de Historia de la Arquitectura y Estética del Proyecto de la Facultad de Arquitectura y Urbanismo (FAU) vinculada a la Universidad de São Paulo (USP).
Sus actividades como docente e investigador incluyen, en particular, la arquitectura brasileña y la cuestión de la preservación del patrimonio cultural - en ese sentido, habiendo brindado su colaboración profesional con el Consejo para la Defensa del Patrimonio Histórico, Arqueológico, Artístico y Turístico del Estado de São Paulo (Condephaat) como director técnico (1968-1981) y consejero (1983-1989); consejero del Instituto do Patrimonio Histórico e Artístico Nacional (Iphan) (1992-2000); concejal del Consejo Municipal para la Preservación del Patrimonio Histórico, Cultural y Ambiental de la Ciudad de São Paulo (Conpresp) (2001-2003).
Es miembro del comité brasileño de Icomos (Consejo Internacional de Monumentos y Sitios) y del Comité Brasileño de Historia del Arte (afiliado a Ciha).

## Reconocimientos

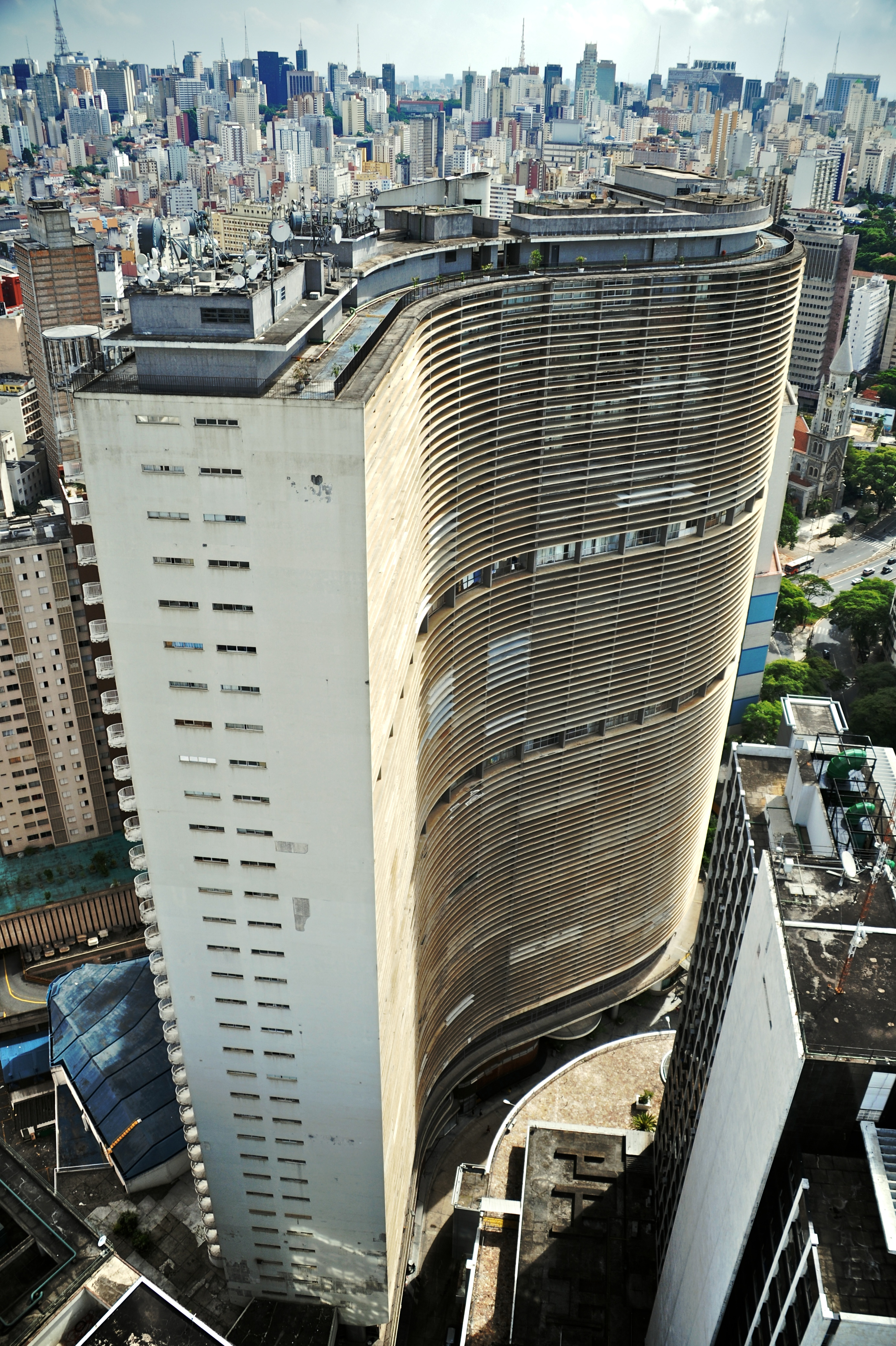
El Edificio Copan

En 2012, fue condecorado con la Orden al Mérito Cultural (OMC), recibiendo la medalla de manos de la presidenta Dilma Rousseff (PT). Al evento también asistieron el expresidente José Sarney (PMDB), el entonces ministro de Educación, Aloizio Mercadante (PT) y la ministra de Cultura, Marta Suplicy (PT). En 2015, en celebración de su 90 cumpleaños, recibió un homenaje en el Museu da Casa Brasileira.

## Libros
- Cozinhas, etc.: um estudo sobre as zonas de serviço da casa paulista, Editora Perspectiva, 1976.[19]
- Alvenaria Burguesa, Editora Studio Nobel, 1989, ISBN 852130465X.[20]
- O que é Arquitetura, Editora Brasiliense (Coleção Primeiros Passos), 1994, ISBN 8511010165.[21]
- Casa paulista, Editora EDUSP, 1999, ISBN 8531404711.[22]
- A República ensina a morar melhor,  Editora HUCITEC, 1999, ISBN 852710461X.[23]
- Viagem pela carne, Editora EDUSP, 2005, ISBN 8531408725.[24]
- Da Taipa ao Concreto - Crônicas e ensaios sobre a memória da arquitetura e do urbanismo, Editora Três estrelas, 2013, ISBN: 978-85-6533-916-2.[25]